# Egidio Osio
Egidio Osio (Milano, 16 giugno 1840 – Milano, 27 marzo 1902) è stato un generale italiano.

## Biografia

### Origini e formazione
Egidio Osio nacque a Milano il 16 giugno 1840 da Nicola e Teresa Prina. Il padre apparteneva alla nobile famiglia Osio, di rango comitale, attiva nella mercatura e nel commercio della seta sin dal medioevo. 
Frequentò il Collegio Longone, retto dai Barnabiti, dove si distinse tra gli allievi più meritevoli, ricevendo una formazione improntata a valori religiosi e patriottici. In seguito si iscrisse al Collegio Borromeo di Pavia per studiare giurisprudenza, ma vi rimase solo un anno.

### Carriera militare
Nella primavera del 1859, allo scoppio della seconda guerra d'indipendenza italiana, Osio attraversò clandestinamente il confine per raggiungere il Regno di Sardegna e si arruolò come volontario nel 10º Reggimento della Brigata Regina, inquadrata nella divisione guidata da Giuseppe Garibaldi.
Nel 1860 frequentò l'Accademia Militare, ottenendo il grado di sottotenente. Partecipò quindi alla campagna militare nell'Italia meridionale distinguendosi nella presa di Capua (2 novembre 1860), per cui ottenne una menzione onorevole, e nel 1861 prese parte alle operazioni contro il brigantaggio postunitario.
Nel 1867-68 fu Osservatore Militare nella spedizione britannica in Abissinia, contro l'imperatore Teodoro II d'Etiopia.

### Carriera diplomatica e ruolo alla corte sabauda
Dal 1879 fu Addetto Militare presso la Regia Ambasciata d'Italia a Berlino. Inizialmente escluso dall'incarico per volontà del ministro della guerra, generale Cesare Ricotti-Magnani, che lo riteneva autore di scritti anonimi critici nei suoi confronti, fu successivamente reintegrato e riuscì a chiarire la propria posizione.
Durante il soggiorno berlinese frequentò la corte imperiale prussiana, stringendo amicizia con il principe ereditario Friedrich Wilhelm Nikolaus di Prussia, che in seguito lo raccomandò a Umberto I di Savoia come tutore del figlio Vittorio Emanuele.
Il 9 maggio 1881 Osio fu quindi nominato Vice Governatore del Principe Ereditario, assumendone la completa responsabilità educativa. Venne descritto come un precettore severo, solito affermare: "Il Principe è libero di fare tutto quello che voglio io".
Si congedò nel novembre 1889, quando il principe compì vent'anni, divenendo colonnello, grado che lo poneva sullo stesso piano gerarchico dell'allievo, rendendo inopportuna la prosecuzione dell'incarico.

### Matrimonio
Nel 1886 sposò Maria Scanzi (1865-1945), figlia dell'avvocato Giuseppe Scanzi (1810-1890). La coppia ebbe tre figli.

### Comandi superiori e ultimi anni
Promosso maggior generale nel 1892 e tenente generale nel 1898, fu nominato comandante della Divisione Militare di Milano, su indicazione del suo predecessore, il generale Fiorenzo Bava Beccaris.
Acquistò un terreno a Selvino, in provincia di Bergamo, per permettere al figlio Umberto Margherita, affetto da gravi problemi di salute, di beneficiare dell'aria di montagna. Dopo la sua morte, la moglie Maria Scanzi vi fece costruire Villa Osio, secondo un progetto lasciato dallo stesso generale, contribuendo allo sviluppo turistico della località.

### Morte

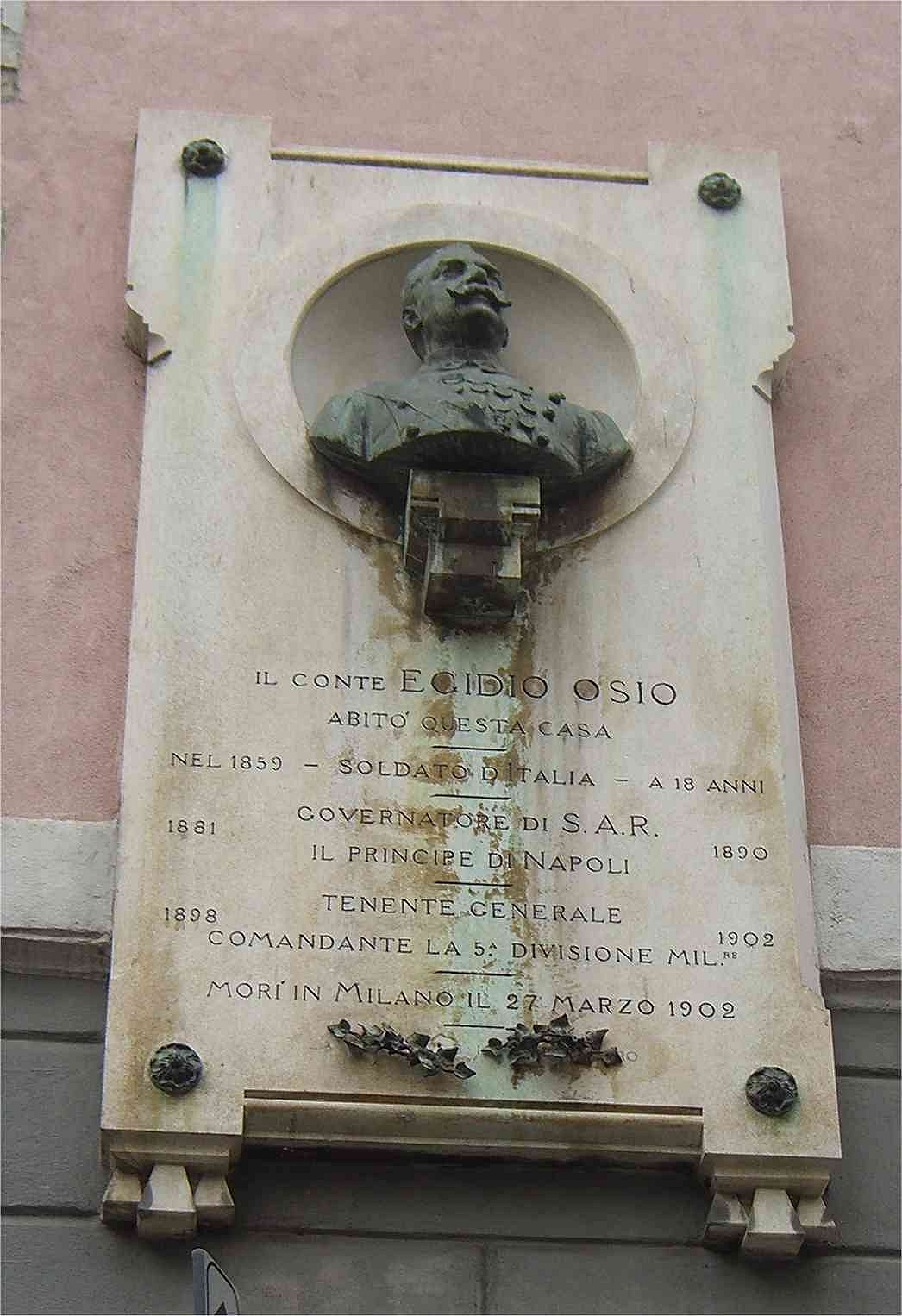
Lapide commemorativa del conte Egidio Osio in via G. Piermarini a Monza

Egidio Osio morì a Milano il 27 marzo 1902. Fu sepolto a Selvino, nella cappella di famiglia all'interno del cimitero locale.
Una lapide commemorativa gli è dedicata in via Giuseppe Piermarini a Monza.

## Discendenza
Il conte Egidio Osio e Maria Scanzi ebbero tre figli:
- Umberto Margherita (1888-1919);
- Anna Teresa (1890-1950), sposò il generale Alfonso Cigala Fulgosi, fucilato dai tedeschi a Kos nel 1943;
- Nicoletta (1899-1977), sposò il conte Franco Bondioli Codeferini de Riva.

## Curiosità
Egidio Osio è anche il nome dell'omonimo personaggio dei "Promessi Sposi" che seduce la monaca di Monza, trascinandola in una lunga sequela di misfatti prima di venire giustiziato dalle autorità. 

## Opere
- Deduzioni tattiche dalla guerra 1870-71 – Berlino, 1873
- Verona e la linea dell'Adige nella difesa della frontiera N.E. – Verona, 1873
- La spedizione inglese in Abissinia – Milano (Soc. Geo. Italiana) 1869 e Roma, 1884 e 1889
- La storia della nostra famiglia – Udine, 1896